# 娛樂3兄弟

《娛樂3兄弟》第一輯片頭

《娛樂3兄弟》（英語：Wanna Bros）是香港電視廣播有限公司的娛樂訪問節目，由衛志豪、陸浩明、區永權擔任主持，本節目於2015年4月24日起香港時間逢星期五21:30-22:25/22:30在J2首播，及於myTV提供網上節目重溫（集數上傳後一個月後會刪除）。因應《姊妹淘》改為星期一至五播放（賽馬日除外），由2015年10月9日起本節目改為香港時間逢星期日22:30-23:30在翡翠台、高清翡翠台首播，及於myTV提供網上節目重溫（集數上傳後一個月後會刪除）。2016年5月27日起逢星期五21:05-22:05於J2推出第二輯。節目亦於myTV SUPER及myTV同步直播。

## 節目內容
三位主持曾任娛樂主播及記者，與眾多巨星友情深厚，會邀請一眾好友作客節目，詳談娛樂圈秘聞。節目內特設「真心話」環節，由幕後人員設計問題，再由嘉賓抽出其中六題解答，如嘉賓不想回應有關問題，可按桌上三盞「X」形狀的燈其中一盞，但會受到小懲罰。解夢專家夢妮妲不時會出現為嘉賓進行測字、心理測驗和解夢，窺探潛藏在一眾巨星內心深處的秘密。而節目最後，三位主持會與嘉賓一起jam歌。

## 每集內容

### 第一輯
| 集數 | 播映日期 | 主題                   | 嘉賓                            | 演唱歌曲／晚安歌 |
| 01   | 4月24日  | 下一站…影后            | 蔡卓妍                          | 《小酒窩》 |
| 02   | 5月1日   | 最幸福的失戀王         | 陳小春                          | 《犯賤》 |
| 03   | 5月8日   | 全力揭秘               | 鄭伊健、何超儀、 邵音音         | 《來吧！人類要奔放》 |
| 04   | 5月15日  | 天后說明書             | 劉浩龍                          | 《Change Your Life》、《我的驕傲》 |
| 05   | 5月22日  | 飛越三十三載情         | 苗僑偉                          | 《誰可改變》 |
| 06   | 5月29日  | 「姣靚型寸」火雞姐     | 莫文蔚                          | 《看看》、《情與義》 |
| 07   | 6月5日   | 受傷方可成「沉香」     | 黃家強                          | 《沉香》、《冷雨夜》 |
| 08   | 6月12日  | 大文豪                 | 周柏豪                          | 《百年不合》、《天窗》 |
| 09   | 6月19日  | 金牌女主人             | 吳君如                          | 《相逢何必曾相識》 |
| 10   | 6月26日  | 出碟如敗家             | 農 夫                           | 《好彩分手》 |
| 11   | 7月3日   | Big Four乜乜乜         | 梁漢文                          | 《一路走來》、《纏綿遊戲》 |
| 12   | 7月10日  | 既囂張又低調           | 陳奕迅                          | 《無條件》、《浮誇》 |
| 13   | 7月24日  | 女神的擇偶條件         | 周秀娜                          | 《Together》、《擋不住的風情》 |
| 14   | 7月31日  | 無名替身攞命搏         | 錢嘉樂                          | 《友情歲月》 |
| 15   | 8月7日   | 認叻始祖               | 陳百祥                          | 《分甘同味》、《我至叻》 |
| 16   | 8月14日  | 回頭一看 太認真        | 呂 方                           | 《聽不到的說話》、《沙沙的雨》 |
| 17   | 8月21日  | 凍齡魔女舌戰主持       | 鍾麗緹                          | 《愛你一萬年》、《對你愛不完》 |
| 18   | 8月28日  | 未來最佳女主角         | 王菀之                          | 《我真的受傷了》、《留白》 |
| 19   | 9月4日   | 演藝生涯艷福無邊       | 任賢齊                          | 《外婆的澎湖灣》、《對面的女孩看過來》 |
| 20   | 9月11日  | 潮文主角大方任Loop十年 | 關心妍                          | 《負擔不起》、《關家姐》 |
| 21   | 9月18日  | 輸在起跑線上又如何     | 歐陽震華                        | 《Lonely》、《Mamma Mia》 |
| 22   | 9月25日  | 連環大爆Big Four秘密   | 蘇永康                          | 《男人不該讓女人流淚》、《那誰》 |
| 23   | 10月2日  | 要打 就一定要贏        | 林家棟                          | 《共你痴痴愛在》、《遙遠的她》 |
| 24   | 10月11日 | 一平方米影帝           | 劉德華                          | 《忘情水》、《十七歲》 |
| 25   | 10月18日 | 男人幫毫無顧忌         | 男人幫                          | 《男人幫》、《海闊天空》 |
| 26   | 10月25日 | 謝安琪老公             | 張繼聰                          | 《木紋》、《月無聲》 |
| 27   | 11月1日  | 丁太正傳               | 楊千嬅                          | 《最好的債》、《飛女正傳》 |
| 28   | 11月8日  | 愛妻模範生             | 張智霖                          | 《歲月如歌》、《祝君好》 |
| 29   | 11月22日 | 滅屁女神               | 鍾嘉欣                          | 《Nothing Gonna Change My Love for You》、 《一顆不變的心》                                                                                           |
| 30   | 11月29日 | 秘「屎」大公開         | 溫 拿                           | 《玩下啦》、《溫拿精神》、《只有知心一個》、 《朋友》、《千載不變》                                                                                   |
| 31   | 12月6日  | 過客                   | 張敬軒                          | 《找對的人》、《青春常駐》 |
| 32   | 12月20日 | 「唱」遊音樂世界       | 許廷鏗、吳若希、 胡鴻鈞、鄭俊弘 | 《伴我啟航》、《情與義》、《婚紗背後》、 《飛躍舞台》、《世間始終你好》、《揚帆》、 《歲月無悔》、《We Wish you a Merry Christmas》、《Jingle Bells》 |
| 33   | 12月27日 | 天后的師奶生活         | 鄭秀文                          | 《終身美麗》、《信者得愛》 |

@由此集起改於翡翠台及高清翡翠台播出
- 而解夢專家夢妮妲在第1-2、6-8、10-11、13、16-18、20-21集為嘉賓進行測字、心理測驗和解夢，窺探潛藏在一眾巨星內心深處的秘密。
第24集邀請特別嘉賓丁晟分享與劉德華合作的逸事。

### 第二輯
| 集數 | 播映日期 | 主題           | 嘉賓           | 演唱歌曲／晚安歌                               |
| 01   | 5月27日  | 貪玩百厭星     | 草 蜢          | 《完美》、《忘情森巴舞》                       |
| 02   | 6月3日   | 顧家女豪傑     | 肥 媽          | 《友誼之光》                                   |
| 03   | 6月10日  | Only You情聖   | 羅家英         | 《Only You》、《激光中》                       |
| 04   | 6月17日  | 球星珍藏家     | 方力申         | 《好心好報》                                   |
| 05   | 7月1日   | 搖滾西門慶     | 單立文         | 《海闊天空》                                   |
| 06   | 7月8日   | 靚聲「電單車」 | 衛 蘭          | 《大哥》、《你有老婆點解要溝我》、《穿花蝴蝶》 |
| 07   | 7月15日  | 大口「人質王」 | 宣 萱          | 《難兄難弟》                                   |
| 08   | 7月22日  | 抗抑鬱歌女     | 陳松伶         | 《烏卒卒》、《天涯歌女》、《金玉滿堂》         |
| 09   | 7月29日  | 蠱惑Laughing哥 | 謝天華         | 《法網伊人》、《女人唔易做》、《學警狙擊》     |
| 10   | 8月5日   | 《使徒》契父女 | 許紹雄、佘詩曼 | 《使徒行者》、《火舞黃沙》、《歡樂今宵》       |
| 11   | 8月12日  | 百變女強人     | 汪明荃         | 《蝴蝶夫人》、《熱咖啡》、《秋瑾》             |

- 解夢專家夢妮妲在第4集為嘉賓進行塔羅牌檢視，窺探嘉賓內心深處的秘密。

## 收視
以下為本節目於香港無綫電視翡翠台、高清翡翠台之收視紀錄：
| 集數 | 日期           | 平均收視 |
| 24   | 2015年10月11日 | 17點     |
| 25   | 2015年10月18日 | 11點     |
| 26   | 2015年10月25日 | 16點     |
| 27   | 2015年11月1日  | 14點     |
| 28   | 2015年11月8日  | 13點     |
| 29   | 2015年11月22日 | 18點     |
| 30   | 2015年11月29日 | 17點     |
| 31   | 2015年12月6日  | 13點     |
| 32   | 2015年12月20日 | 12點     |
| 33   | 2015年12月27日 | 16點     |

## 節目調動

### 第一輯
- 2015年7月17日：由於直播《屈臣氏FIVB世界女排大獎賽 – 香港2015》，本節目暫停播映。
- 2015年11月15日：由於播映《TVB邁步向前節目巡禮2016》，本節目暫停播映。
- 2015年11月22日：由於《Sunday靚聲王》當日播出一小時半加長版，劇集《梟雄》改為22:00-23:00播出，本節目改為23:00-23:45播出。
- 2015年12月13日：由於直播《萬千星輝頒獎典禮 王者駕到》，本節目暫停播映。
- 2015年12月20日：由於20:00-23:15直播《2015年度勁歌金曲頒獎典禮》，本節目改為23:15-23:45播出。

### 第二輯
- 2016年6月24日：由於直播《屈臣氏集團175周年FIVB世界女排大獎賽 – 香港2016》，本節目暫停播映。

## 軼事
- 原定接檔《今晚睇李》的節目為《男人經》，最後改為由本節目頂上。[1]
- 因應節目由J2改為翡翠台、高清翡翠台播映，訪問連詩雅的一集被抽起，而該集改為分兩日在2015年10月10日及11日《娛樂新聞報道》內Star Talk環節播出，晚安歌為《等到Sunday就call你》。
- 第32集的1小時足本版於TVB娛樂新聞台2015年12月24日晚上8時以《娛樂3兄弟星夢過聖誕》名稱播映。

## 相關
- 娛樂3兄弟大民調2016
- 娛樂3兄弟娛樂大事回顧2017

## 外部連結
- 無綫電視節目網頁 - 娛樂3兄弟（页面存档备份，存于）
- 娛樂3兄弟大民調2016 - myTV SUPER（页面存档备份，存于）
- 無綫電視節目網頁 - 娛樂3兄弟繽Fun大派對2017（页面存档备份，存于）

## 電視節目的變遷

### 第一輯
| 香港無綫電視J2 星期五 21:30-22:25/22:30 時段 · 2015年7月17日 暫停播映                                                                                | 香港無綫電視J2 星期五 21:30-22:25/22:30 時段 · 2015年7月17日 暫停播映                                                      | 香港無綫電視J2 星期五 21:30-22:25/22:30 時段 · 2015年7月17日 暫停播映 |
| --- | --- | --------------------------------------------------------------------- |
| | 娛樂3兄弟（第1-23集） （2015.04.24 - 2015.10.02）                                                                          |                                                                       |
| 滋味行（第五輯） （2014.08.15 - 2015.04.17） | 味力越南（第二季） （第1-4集）（21:30-22:00） （2015.10.09 - 2015.10.30）姊妹淘（22:05-22:35） （2015.10.09 - 2016.10.07） |                                                                       |
| 香港無綫電視翡翠台、高清翡翠台 星期日 22:30-23:30 時段 · 2015年11月15日及12月13日 暫停播映 · 2015年11月22日 23:00-23:45 · 2015年12月20日 23:15-23:45 | |                                                                       |
| 回味·Twins （2015.10.04） | 娛樂3兄弟（第24-33集） （2015.10.11 - 2015.12.27）                                                                         | 今晚玩李 （2016.01.03）                                               |

### 第二輯
| 香港無綫電視J2 星期五 21:05-22:05 時段 · 2016年6月24日 暫停播映 | 香港無綫電視J2 星期五 21:05-22:05 時段 · 2016年6月24日 暫停播映 | 香港無綫電視J2 星期五 21:05-22:05 時段 · 2016年6月24日 暫停播映 |
| --------------------------------------------------------------- | --------------------------------------------------------------- | --------------------------------------------------------------- |
|                                                                 | 娛樂3兄弟 （2016.05.27 - 2016.08.12）                           |                                                                 |
| 我家也有米其林（第一輯） （2016.04.15 - 2016.05.20）                          | 美食第一等 （2016.08.19 - 2016.10.07）                          |                                                                 |